# Снохино (Рязанская область)
Снохино — деревня в Клепиковском районе Рязанской области России. Входит в состав Уткинского сельского поселения.

## География
Деревня находится в северной части Рязанской области, в зоне хвойно-широколиственных лесов, в пределах Мещёрской низменности, на берегах реки Нармы, при автодороге 61Н-219, на расстоянии примерно 24 километров (по прямой) к востоку от города Спас-Клепики, административного центра района. Абсолютная высота — 112 метров над уровнем моря.

### Климат
Климат характеризуется как умеренно континентальный, с тёплым летом и умеренно холодной снежной зимой. Средняя температура воздуха самого холодного месяца (января) — −11,5 °C (абсолютный минимум — −42 °C); самого тёплого месяца (июля) — 19 °C. Безморозный период длится около 140 дней. Среднегодовое количество осадков — 500 мм, из которых большая часть выпадает в тёплый период. Снежный покров держится в течение 135—145 дней.

### Часовой пояс
Деревня Снохино, как и вся Рязанская область, находится в часовой зоне МСК (московское время). Смещение применяемого времени относительно UTC составляет +3:00.

## Население
| 1859 | 1906 | 2010 |
| ---- | ---- | ---- |
| 348  | ↗393 | ↘71  |

### Национальный состав
Согласно результатам переписи 2002 года, в национальной структуре населения русские составляли 98 % из 41 чел.